# بال‌انگشتی اتریش
بال‌انگشتی اتریش (نام علمی: Austriadactylus cristatus) نام یک گونه از راسته خزندگان بال‌دار است.